# Piper parmatum
Piper parmatum là một loài thực vật có hoa trong họ Hồ tiêu. Loài này được Dressler miêu tả khoa học đầu tiên năm 1978.